# 3608 Катаєв
3608 Катаєв (3608 Kataev) — астероїд головного поясу, відкритий 27 вересня 1978 року.
Тіссеранів параметр щодо Юпітера — 3,105.